# 이소영 (만화가)
이소영(1973년 8월 31일~)은 대한민국의 만화가이다.
1994년 제1회 윙크 신인 공모전에서 《활옷》이라는 작품을 통해 데뷔했다.